# Лесной (Коченёвский район)
Лесной — посёлок в Коченёвском районе Новосибирской области России. Входит в состав Федосихинского сельсовета.

## География
Площадь посёлка — 34 гектара.

## Население
| 2002 | 2007 | 2010 |
| ---- | ---- | ---- |
| 115  | ↘90  | ↘57  |

## Инфраструктура
В посёлке по данным на 2007 год функционирует 1 учреждение здравоохранения.